# Thomas Chafe (MP)
Thomas Chafe MP JP DL (c. 1642–1701), West Hall, Folke, Dorset, foi membro do parlamento por Bridport de 1685 a 1688.
Thomas Chafe era o filho mais velho de Thomas Chafe (MP). Ele foi educado em Sherborne e no Wadham College, Oxford.
Ele foi um JP de Dorset de 1670 a 1700, comissário de avaliação de 1673 a 1680, Freeman de Lyme Regis em 1683 e DL de Dorset de 1685 até à sua morte em 1701.